# Bruine vierbandspanner
De bruine vierbandspanner (Xanthorhoe spadicearia) is een vlinder uit de familie Geometridae, de spanners. De spanwijdte bedraagt tussen de 24 en 27 millimeter.
De vlinder vliegt in twee generaties van mei tot en met september. De waardplanten komen voornamelijk uit de geslachten Polygonum, Vaccinium en Galium. De vlinder is in Nederland en België algemeen.
De vlinder is makkelijk te verwarren met de vierbandspanner, in een aantal gevallen is zelfs microscopisch bestuderen van de genitaliën nodig om te komen tot een definitieve determinatie.